# 副産物
副産物（ふくさんぶつ、英: by-product）は、「主産物の製造過程から必然的に派生する物品」である。
主産物との区別は「企業における会計処理の慣習による」とされるが、基本的に、価値が高いほうが主産物、低いほうが副産物である。主産物と副産物の需要の変化により、副産物と主産物が逆転することもある。
副産物の中には、もともと廃棄物だったものもある。その用途が開発され価値が生まれると、廃棄物は副産物となる。
副産物は商品になるとは限らず、自家消費されることもある。

## 市場への影響力
副産物が市場に供給される場合、供給量は主産物の生産量により自動的に決まり需要に左右されないため、需要を上回る供給がもたらされ市場価格が暴落したり、下回ると逆に高騰することになる。
第二次大戦後の日本では、石油エネルギーの普及につれて、石油に由来する硫黄が燃焼して硫黄酸化物となり、大気汚染などを招いていった。対策として脱硫が広く行われるようになったが、脱硫で生成した副産物の硫黄が市場へ大量に流入した結果、硫黄鉱山は経営が成り立たなくなって、1973年までにすべて閉山に追い込まれている。
2018年のイギリスの例では、主製品（肥料用アンモニア）の製造工場の稼働が停止したことにより、副産物（二酸化炭素）の生産も止まり、ビールや清涼飲料水の生産販売に支障が出た例がある。

## 作業屑・仕損品
副産物に似ている概念に作業屑と仕損品がある。これらは価値があっても副産物とは区別される。
- 作業屑 - 加工時に発生する端切れや粉。おがくず、屑肉、野菜くずなど。
- 仕損品 - 不良品を意味する会計用語。

## 副産物の例
| 材料       | 主産物   | 副産物       |
| ---------- | -------- | ------------ |
| 牛         | 食肉     | 皮革         |
| 原油       | 重油     | ガソリン     |
| 石炭       | コークス | コールタール |
| 稲         | 米       | 藁           |
| 玄米       | 白米     | 米糠         |
| 大豆       | 豆腐     | おから       |
| 海水       | 食塩     | にがり       |
| もろみ     | 日本酒   | 酒粕         |
| 粗銅       | 純銅     | 陽極泥       |
| アコヤガイ | 真珠     | 真珠漬       |